# Українське відділення ВНАП
ВНАП (Всесвітня наукова асоціація з птахівництва) заснована в 1912 році як Міжнародна асоціація інструкторів з птахівництва. Станом на 2012 рік ВНАП — найбільша міжнародна суспільна птахівницька організація, представлена в 70 країнах світу та налічує більше ніж 7 000 членів.

## Що дає членство у ВНАП
- Безкоштовна передплата на найкращий науково-практичний журнал з птахівництва World's Poultry Science Journal, що виходить чотири рази в рік;
- одержання візитної картки Члена Українського відділення Всесвітньої наукової асоціації з птахівництва;
- організація й проведення конференцій і семінарів під патронатом ВНАП;
- участь у конгресах, конференціях, симпозіумах і семінарах під егідою ВНАП;
- можливість одержання гранта для участі в конференціях ВНАП, проведених за рубежем;
- одержання новітньої й ексклюзивної інформації про досягнення провідних птахівницьких організацій світу в науковому й практичному птахівництві.

## Українське відділення ВНАП
Українське відділення ВНАП було створене у 1992 р. як добровільна асоціація вчених і спеціалістів з птахівництва, що не має комерційних цілей.
Діяльність УВ ВНАП здійснюється згідно зі Статутом, затвердженим Радою та Генеральною асамблеєю ВНАП 22 вересня 1992 р. в м. Амстердамі (Нідерланди). Основною метою УВ ВНАП є сприяння національному та інтернаціональному обміну знаннями в усіх галузях птахівництва.
Першим президентом УВ ВНАП був академік Української академії аграрних наук професор Сахацький М. І.

До першочергових задач УВ ВНАП відносяться:
1) забезпечення науково-дослідних робіт і поширення найновіших досягнень науки і техніки в галузі птахівництва;

2) сприяння участі вчених-птахівників у всіх міжнародних заходах, пов'язаних з науковими і практичними аспектами птахівництва;

3) зміцнення міжнародних професіональних контактів;

4) поширення українського членства ВНАП;

5) проведення щорічних Загальних зборів УВ ВНАП.
За період існування Українського відділення під егідою ВНАП було проведено вісім Всеукраїнських конференцій з птахівництва з міжнародною участю. Перша конференція відбулася в 1993 р. Друга — через п'ять років, у 1997 р. У зв'язку з інтенсивним розвитком птахівництва в Україні з 2001 р. було вирішено проводити конференцію кожні два роки, а з 2003 р. — щорічно.
У конференціях брали участь близько 3 тис. науковців, викладачів, працівників птахогосподарств, співробітників підприємств з виробництва кормів, кормових домішок та преміксів з України, Росії, Білорусі, Німеччини, країн Прибалтики, Туреччини та інших країн світу.
У листопаді 2007 р. під егідою УВ ВНАП відбулася Перша Всеукраїнська конференція молодих вчених «Новітні технології — птахівництву». Основною метою конференції було залучення молодих спеціалістів та аспірантів до вирішення актуальних проблем сучасної птахівничої галузі, створення умов для спілкування та ефективного співробітництва у науковій сфері. У конференції взяли участь аспіранти та молоді вчені з багатьох наукових та вищих навчальних закладів України, серед яких Хмельницька гуманітарно-педагогічна академія, Національний аграрний університет, Сумський національний аграрний університет, Білоцерківський державний аграрний університет, Дніпропетровський аграрний університет, та Херсонський державний аграрний університет.
Незмінними та очікуваними гостями конференцій з птахівництва є представники Ради ВНАП. Так, VI, VII та VIII конференції відвідала президент Всесвітньої асоціації професор Р. Акбай, яка у своїх промовах давала високу оцінку діяльності Українського відділення та неодноразово відзначала, що Всеукраїнські конференції з птахівництва проводяться на світовому рівні.